# Piedras rúnicas de la isla de Man

Mapa del reino escandinavo donde se observa la Isla de Man a finales del.

Las piedras rúnicas de la Isla de Man se grabaron durante la Era vikinga por la población nórdica que habitaba la Isla de Man, principalmente a lo largo del siglo X. Al margen de su relativo pequeño tamaño, la Isla de Man posee muchas piedras rúnicas de la era vikinga, alrededor de 26 sobrevivieron según el censo de 1983 que se pueden comparar con las 33 que se encuentran a lo largo de Noruega, un país de dimensiones mucho mayores.
La Iglesia católica contribuyó no condenando las runas como paganas, al contrario animó al registro de nuevas piedras para sus propósitos de cristianización. La fórmula escrita más común, aparece en 16 de las piedras, 
"N"... erigió esta cruz en memoria de "M"
pero hay también una piedra levantada para beneficio del artífice que creó estas piedras. Consecuentemente, las piedras rúnicas de la Isla de Man son similares a las erigidas en territorios escandinavos pero a diferencia de, por ejemplo, las noruegas que las llaman piedras en las inscripciones, incluso si son en forma de cruz, las piedras rúnicas levantadas en las islas británicas aparecen con la inscripción cruces

## Parroquia de Andreas

### Br Olsen;183 (Andreas (I), MM 99)

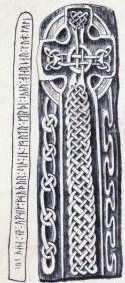
Br Olsen;183

Es una piedra rúnica localizada en la iglesia de Andreas. La inscripción es de tipo futhark joven de rama corta y honra a un padre. 

### Inscripción

#### En caracteres latinos
... (þ)[an](a) : [aft] (u)(f)(a)ik : fauþur : sin : in : kautr : kar[þ]i : sunr : biarnar f(r)(a) : (k)(u)(l)(i) [:]

#### EnNórdico antiguo
... þenna ept Ófeig, fôður sinn, en Gautr gerði, sonr Bjarnar frá Kolli.

#### En castellano
"... esta [cruz] en memoria de Ófeigr, su padre, pero Gautr (la) hizo, el hijo de Bjôrn de Kollr."

### Br Olsen;184 (Andreas (II), MM 131)

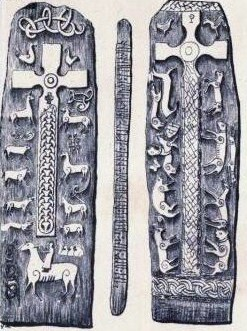
Br Olsen;184

Es una piedra rúnica localizada en la iglesia de Andreas. La inscripción es de tipo futhark joven de rama corta, fechada alrededor del año 940. Se erigió en memoria de una esposa.

### Inscripción

#### En caracteres latinos
sont:ulf : hin : suarti : raisti : krus : þona : aftir : arin:biaurk * kuinu : sina (u) [*] k : au [*]: (o)ks/(b)ks

#### EnNórdico antiguo
Sandulfr hinn Svarti reisti kross þenna eptir Arinbjôrgu, konu sína. ... ... ... ...

#### En castellano
"Sandulfr el Negro levantó esta cruz en memoria de Arinbjôrg su esposa. ..."

### Cruz de Thorwald: Br Olsen;185A (Andreas (III), MM 128)

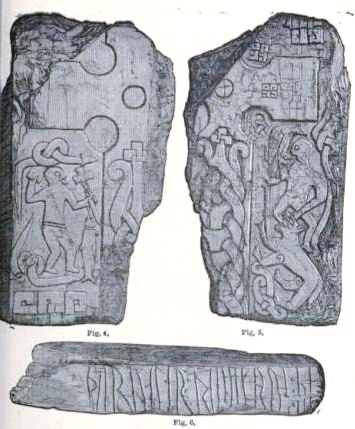
Br Olsen;185A

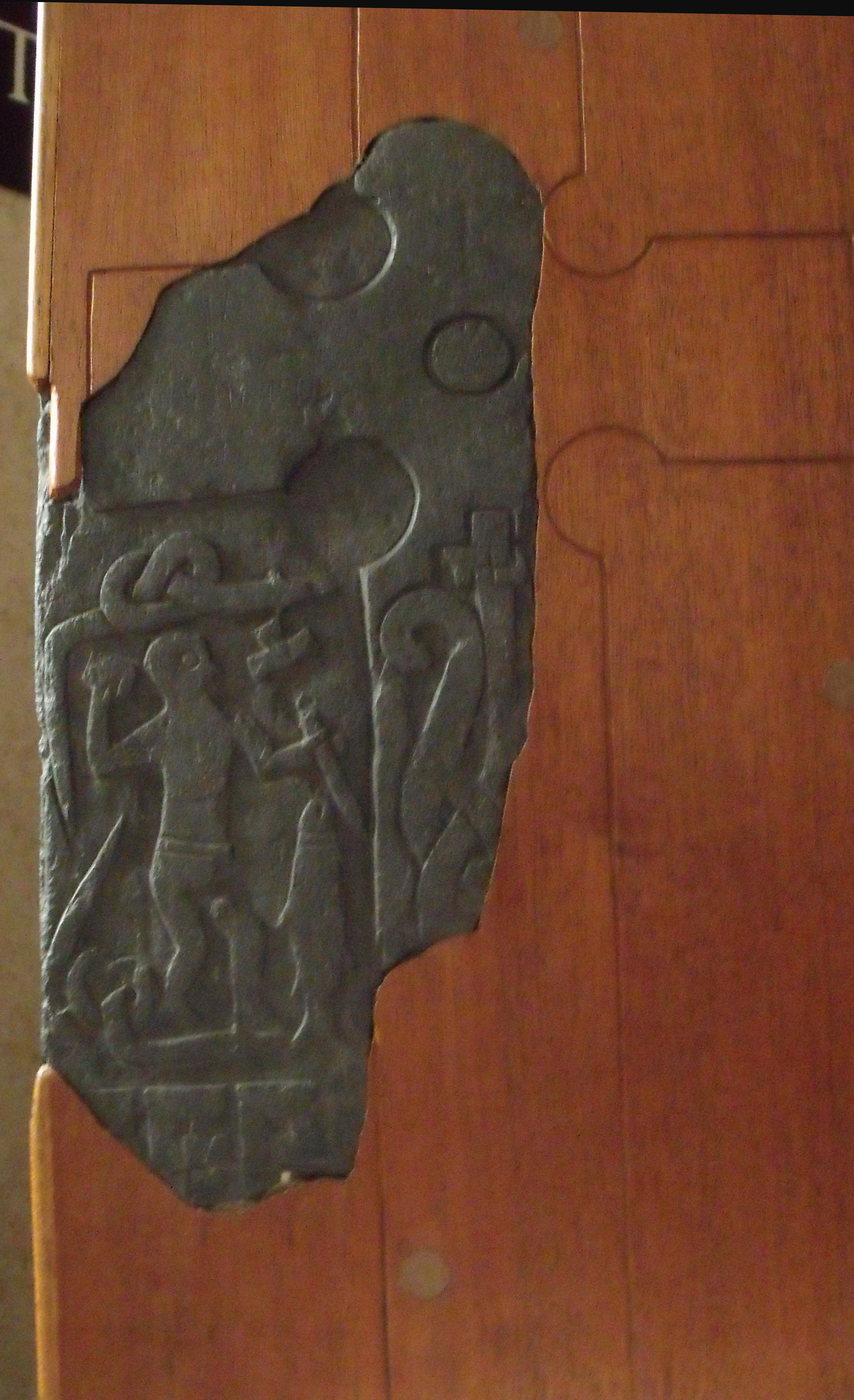
Detalle de la lápida fragmentaria de Andreas

Referenciada como la Cruz de Thorwald, esta piedra se encuentra en la iglesia de Andreas. Solo queda una atribución de aquel que levantó la piedra — Þorvaldr que permanece en el mensaje inscrito en la cruz. Ha sido seriamente dañada desde su registro. La piedra muestra a un hombre barbudo que sostiene una lanza apuntado hacia abajo a un lobo, el pie derecho en su boca, mientras una gran ave se postra en el hombro. La rundata la ha fechado alrededor del año 940, mientras Pluskowski lo ha fechado hacia el siglo XI.
Esta imagen se ha interprerado como el dios Odín, con un cuervo o águila sobre el hombro, siendo devorado por el lobo Fenrir durante el Ragnarök. Cerca de la imagen hay una gran cruz y otra imagen paralela que ha sido descrita como el triunfo de Cristo sobre Satán. Estos elementos combinados describen a la piedra como un ejemplo de sincretismo, una mezcla de creencias paganas y cristianas. Andy Orchard comenta que el pájaro sobre el hombro de Odín debería ser uno de los cuervos del dios Hugin y Munin.

### Inscripción

#### En caracteres latinos
þurualtr ÷ (r)[aisti] (k)(r)(u)(s) ÷ (þ)[...]

#### EnNórdico antiguo
Þorvaldr reisti kross þe[nna].

#### En castellano
"Þorvaldr erigió (esta) cruz."

### Br Olsen;185B (Andreas (IV), MM 113)
Es una piedra rúnica localizada en la iglesia de Andreas. La inscripción es de tipo futhark joven de rama corta, fechada alrededor del siglo X. Lo poco que queda de la inscripción hace suponer que se erigió en memoria de alguien. 

### Inscripción

#### En caracteres latinos
[... ...ai]s[t]i : [k]rus : þaina : aftiR ...

#### EnNórdico antiguo
... reisti kross þenna eptir ...

#### En castellano
"... erigió esta cruz en memoria de ..."

### Br Olsen;185C (Andreas (V), MM 111)

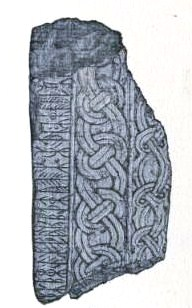
Br Olsen;185C

Solo quedan algunos fragmentos de esta cruz, y permanecen en la iglesia de Andreas. La inscripción no ha sido descifrada, pero es interesante mencionar que la forman una combinación de runas de rama y runas ligadas.

### Br Page1998;9 (Andreas (VI), MM 121)
Solo queda un fragmento de esta losa que una vez fue parte de una sepultura. Está fechada en la época vikinga y localizada en la iglesia de Andreas. Hay muy pocos restos para permitir descifrar la inscripción. 

### Inscripción

#### En caracteres latinos
ka-

#### EnNórdico antiguo
...

#### En castellano
"..."

### Br NOR1992;6B (Andreas (VII), MM 193)
Este fragmento se encontró en Larivane Cottage y es una losa que formó parte de una sepultura. La inscripción se hizo en relieve, y actualmente está expuesta en el Museo de Manx. Lo que queda de la inscripción no se puede descifrar.

## Parroquia de Ballaugh

### Br Olsen;189 (Ballaugh, MM 106)

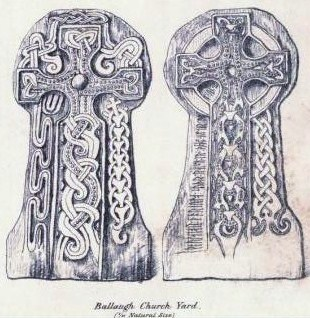
Br Olsen;189, Ballaug

Es una piedra rúnica localizada en Ballaugh. La inscripción es de tipo futhark joven de rama corta, fechada alrededor de la segunda mitad del siglo X. Se erigió en memoria de un hijo.

### Inscripción

#### En caracteres latinos
oulaibr ÷ liu(t)ulbs| |sunr : r[ai](s)[ti k]rs * þ-na : ai(f)(t)ir * ...-b : sun [s]in

#### EnNórdico antiguo
Áleifr/Óleifr Ljótulfs sonr reisti kross þ[e]nna eptir [Ul]f, son sinn.

#### En castellano
"Áleifr/Óleifr, hijo de Ljótulfrs erigió esta cruz en memoria de Ulfr, su hijo."

## Parroquia de Lezayre

### Br Olsen;190A (Balleigh)
Son fragmentos de una cruz encontrada en Balleigh, fechadas en la época vikinga. Solo hay vestigios de las runas y no se pueden descifrar. 

## Parroquia de Braddan

### Br Olsen;190B (Braddan (I), MM 112)
Esta cruz está localizada en la iglesia de Braddan. La inscripción es de tipo futhark joven de rama corta, fechada entre los años 930-950 d. C. Se erigió en memoria de un hombre.

### Inscripción

#### En caracteres latinos
(þ)(u)(r)... : raisti : krus : þono : ift : ufaak : sun : krinais

#### EnNórdico antiguo
Þorsteinn reisti kross þenna ept Ófeig, son Krínáns.

#### En castellano
"Þorsteinn levantó esta cruz en memoria de Ófeigr, el hijo de Krínán."

### Br Olsen;191A (Braddan (II), MM 138)

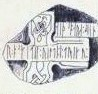
Br Olsen;191A

Esta cruz está localizada en la iglesia de Braddan. La inscripción es de tipo futhark joven de rama corta, fechada alrededor de la segunda mitad del siglo X e informa de una traición. 

### Inscripción

#### En caracteres latinos
... ...(n) roskitil : uilti : i : triku : aiþsoara : siin

#### EnNórdico antiguo
... [e]n Hrossketill vélti í tryggu eiðsvara sinn.

#### En castellano
"... pero Hrosketill traicionó la fé de su cómplice en juramento."

### Br Olsen;191B (Braddan (III), MM 136)

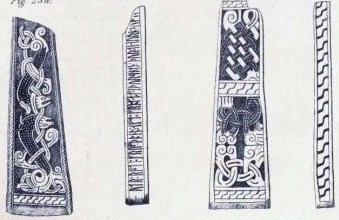
Br Olsen;191B

Esta cruz está localizada en la iglesia de Braddan. La inscripción es de tipo futhark joven de rama corta, fechada alrededor del año 980. El maestro cantero está identificado como un hombre llamado Thorbjörn, quien también hizo las piedras 193A. La pieza se encuentra en estado lamentable desde su último registro.

### Inscripción

#### En caracteres latinos
utr : risti : krus : þono : aft : fro(k)(a) [: f](a)(þ)[ur sin : in :] (þ)[urbiaurn : ...]

#### EnNórdico antiguo
Oddr reisti kross þenna ept Frakka, fôður sinn, en Þorbjôrn ...

#### En castellano
"Oddr levantó esta cruz en memoria de Frakki, su padre, pero ... ...

### Br Olsen;193A (Braddan (IV), MM 135)

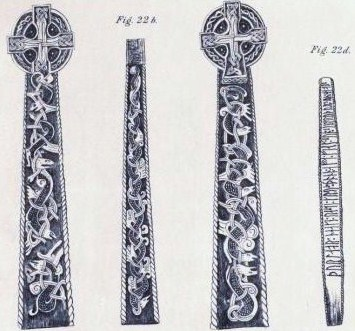
Br Olsen;193A

Esta cruz está localizada en la iglesia de Braddan. La inscripción es de tipo futhark joven de rama corta, fechada alrededor del año 980. El maestro cantero está identificado como un hombre llamado Thorbjörn, y se erigió en memoria de un hijo.

### Inscripción

#### En caracteres latinos
þurlibr : nhaki : risti : krus : þono : aft [:] fiak : s(u)[n] (s)in : (b)ruþur:sun : habrs × {IHSVS}

#### EnNórdico antiguo
Þorleifr Hnakki reisti kross þenna ept Fiak, son sinn, bróðurson Hafrs. {<ihsvs>}

#### En castellano
"Þorleifr el Cuello levantó esta cruz en memoria de Fiak, su hijo, hijo de los hermanos de Hafr.

### Br Page1998;20 (Braddan (V), MM 176)
Este fragmento de piedra rúnica está expuesta en el Museo de Manx. Es muy probable que pertenezca a la Era vikinga, pero desde 2006 no ha sido todavía estudiada con detalle. 

### Br NOR1992;6A (Braddan (VI), MM 200)
Es un fragmento de losa de piedra rúnica, fechada en la Era vikinga y actualmente expuesta en el Museo de Manx. El único texto legible que permanece es "hecho".

### Inscripción

#### En caracteres latinos
...---r--nr * kirþi * ...

#### EnNórdico antiguo
... gerði ...

#### En castellano
"... hecho ..."
 gerði  también se traduciría en el sueco moderno como  gjorde o en inglés did (hizo) ... El verdadero significado de "hecho" o "hizo" depende del contexto original de la frase en su conjunto (o por lo menos otras palabras próximas que la acompañaban), que actualmente se han perdido.

## Parroquia de Bride

### Br Olsen;193B (MM 118)
Esta cruz está localizada en la iglesia de Bride. La inscripción es de tipo futhark joven de rama corta, fechada alrededor del 930 y 950. Se erigió en memoria de una esposa.

### Inscripción

#### En caracteres latinos
[t]ruian : sur [t]u(f)kals : raisti krs þina : a(f)[t] aþmiu... : kunu si[n...]

#### EnNórdico antiguo
Druian, sonr Dufgals, reisti kross þenna ept Aþmiu[l], konu sín[a].

#### En castellano
"Druian, hijo de Dufgal levantó esta cruz en memoria de Aþmiu[l], su esposa

## Parroquia de Onchan

### Br Olsen;194 (MM 141)

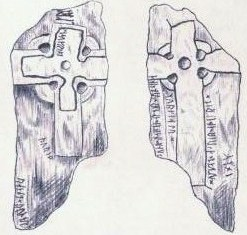
Br Olsen;194

Esta piedra rúnica es una inscripción de tipo futhark joven de rama corta, sobre una cruz irlandesa de estilo arcaico. Las inscripciones A, B y C pertenecen a la Era vikinga, mientras que D es posterior. A y B son obra del mismo grabador, C y D son obra de un segundo y tercero, mientras que un cuarto grabador hizo E, F y G.

### Inscripción

#### En caracteres latinos
A ...(a) sunr × raisti × if(t) [k](u)[i](n)(u) (s)(i)(n)(a) ×
B murkialu × m...
C × uk ik at × auk raþ ik r...t ×
D a=læns
E kru...
F isu krist
G þuriþ × raist × rune... ×

#### EnNórdico antiguo
A ... sonr reisti ept konu sína
B Myrgjôl ...
C Hygg ek at ok ræð ek r[é]tt.
D Alleins.
E Kro[ss]
F Jésu Krist
G Þúríð reist rúna[r].

#### En castellano
A "...hijo erigió (esta) en memoria de su esposa"
B "Myrgjôl ..."
C "Yo examino (las runas) y Yo interpreto (ellas) correctamente.(?)"
D "en acuerdo(?)"
E "Cruz"
F "Jesucristo"
G "Þúríð grabó las runas.

## Parroquia Germana

### Br Olsen;199 (German (I), MM 107)

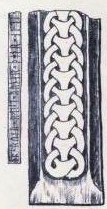
Br Olsen;199

Esta cruz está localizada en la capilla de San Juan (chapel of Saint John). La inscripción es de tipo futhark joven de rama corta, fechada alrededor del 930 y 950. La inscripción es secundaria y está mal conservada. Solo algunas secciones principales son visibles.

### Inscripción

#### En caracteres latinos
... in o(s)(r)(u)(þ)(r) : raist : runar : þsar × ¶ ----- -

#### EnNórdico antiguo
... En Ásrøðr reist rúnar þessar. ... ...

#### En castellano
"... y Ásrøðr grabó estas runas. ...

### Br Olsen;200A (German (II), MM 140)

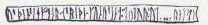
Br Olsen;200A

Esta cruz está actualmente expuesta en el Museo de Manx. This stone cross is presently found in Manx Museum. La inscripción es de tipo futhark joven de rama corta, pero es posible que sea posterior a la Era vikinga. Se grabó en memoria de una esposa.

### Inscripción

#### En caracteres latinos
... ... ...(u)s * þense * efter * asriþi * kunu sina * (t)(u)(t)ur * ut... ...-

#### EnNórdico antiguo
... ... [kr]oss þenna eptir Ástríði, konu sína, dóttur Odd[s]. ...

#### En castellano
"... ... esta cruz en memoria de Ástríðr, su esposa, hija de Oddr ...

## Parroquia de Jurby

### Br Olsen;200B (MM 127)

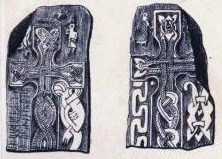
Br Olsen;200B

Esta cruz se descubrió en Jurby y la inscripción es de tipo futhark joven de rama corta, fechada alrededor de la segunda mitad del siglo X. Se encuentra muy deteriorada desde el último registro. Una de las figuras sostiene una pequeña espada en su mano derecha y un cuerno alpino en su mano izquierda mientras un cuervo vuela sobre su cabeza. Se ha sugerido que la figura representa a la deidad pagana Heimdall sosteniendo el Gjallarhorn, usado para anunciar la venida del Ragnarök.

### Inscripción

#### En caracteres latinos
[... ... ...un * si]n : in : onon : raiti ¶ --- * aftir þurb-...

#### EnNórdico antiguo
... ... [s]on sinn, en annan reisti/rétti [hann](?) eptir Þor...

#### En castellano
"... ... su hijo y levantó (?) otra ... en memoria de Þorb-..."

## Parroquia de Marown

### Br Olsen;201 (MM 139)
Esta cruz está localizada en la capilla de San Trinian (chapel of Saint Trinian). La inscripción es de tipo futhark joven de rama corta, fechada en la Era vikinga. 

### Inscripción

#### En caracteres latinos
þurbiaurn : risti : krus : þ(o)-...

#### EnNórdico antiguo
Þorbjôrn reisti kross þe[nna].

#### En castellano
"Þorbjôrn erigió esta piedra."

## Parroquia de Maughold

### Br Olsen;202A (Maughold (I), MM 145)
Esta inscripción rúnica se encuentra en una losa que fue usada como sepultura, y localizada cerca de la iglesia de Maughold; fechada alrededor de la segunda mitad del siglo XII y grabada por el mismo maestro cantero que 202B. En la piedra también se observa la primera mitad del alfabeto oghámico.

### Inscripción

#### En caracteres latinos
(i)(u)an + brist + raisti + þasir + runur +¶ [f]uþor(k)(h)niastbml +

#### EnNórdico antiguo
Jóan prestr reisti þessar rúnar. <fuþorkhniastbml>

#### En castellano
"El sacerdote Jóan grabó estas runas. Fuþorkhniastbml"

### Br Olsen;202B (Maughold (II), MM 144)
Se encontró está inscripción en una losa que fue usada como sepulcro. Se descubrió en la parte alta del valle de Corna Valley, pero actualmente se encuentra en la iglesia de Maughold. La inscripción es de tipo futhark joven de rama corta, fechada en la segunda mitad del siglo XII y grabada por el mismo maestro cantero que 202A.

### Inscripción

#### En caracteres latinos
+ krisþ : malaki : ok baþr(i)k : (a)þ(a)(n)man (×) ¶ ÷ [...nal] * sauþ * a... * iuan * brist * i kurnaþal *

#### EnNórdico antiguo
Kristr, Malaki ok Patrik. Adamnán ... ... ... Jóan prestr í Kornadal.

#### En castellano
"Cristo, Malachi, y Patrick. Adamnán ... Joán el sacerdote en Kornadalr."

### Br Olsen;205A (Maughold (III), MM 133)
Este fragmento de una cruz se encontró en Ballagilley, pero actualmente se encuentra en la iglesia de Maughold. Está fechada en la Era vikinga pero solo se conservan cuatro runas de la inscripción. 

### Br Olsen;205B (Maughold (IV), MM 142)
Se encontró está inscripción en una losa que fue usada como sepulcro, se encuentra localizada en la iglesia de Maughold. La inscripción es de tipo futhark joven de rama larga, excepto para la runa s, lo que evidencia que la grabó un visitante a la Isla de Man. 

### Inscripción

#### En caracteres latinos
A heþin : seti : krus : þino : eftir : tutur : sino ¶ lif... ¶ lifilt
B arni : risti : runar : þisar
C sikuþr

#### EnNórdico antiguo
A Heðinn setti kross þenna eptir dóttur sína Hlíf[hildi]. Hlífhildi.
B Árni risti rúnar þessar.
C Sigurðr.

#### En castellano
A "Heðinn colocó esta cruz en memoria de su hija Hlíf(hildr). Hlífhildr."
B "Árni grabó estas runas."
C "Sigurðr."

### Br Page1998;21 (Maughold (V), MM 175)
Esta inscripción pertenece a una losa que fue usada como sepulcro. Se encontró en el Museo de Manx. La inscripción es de tipo futhark joven de rama corta, fechada en la Era vikinga y grabada en memoria de una esposa. 

### Inscripción

#### En caracteres latinos
kuan sunr × mailb---ak... + kirþi + lik+tinn i(f)tir + ¶ + kuina sina +

#### EnNórdico antiguo
<kuan>, sonr <mailb---ak...> gerði líkstein(?) eptir kona sína.

#### En castellano
"<kuan>, hijo de <mailb---ak...> erigió esta piedra del sepulcro(?) en memoria de su esposa."

## Parroquia de Michael

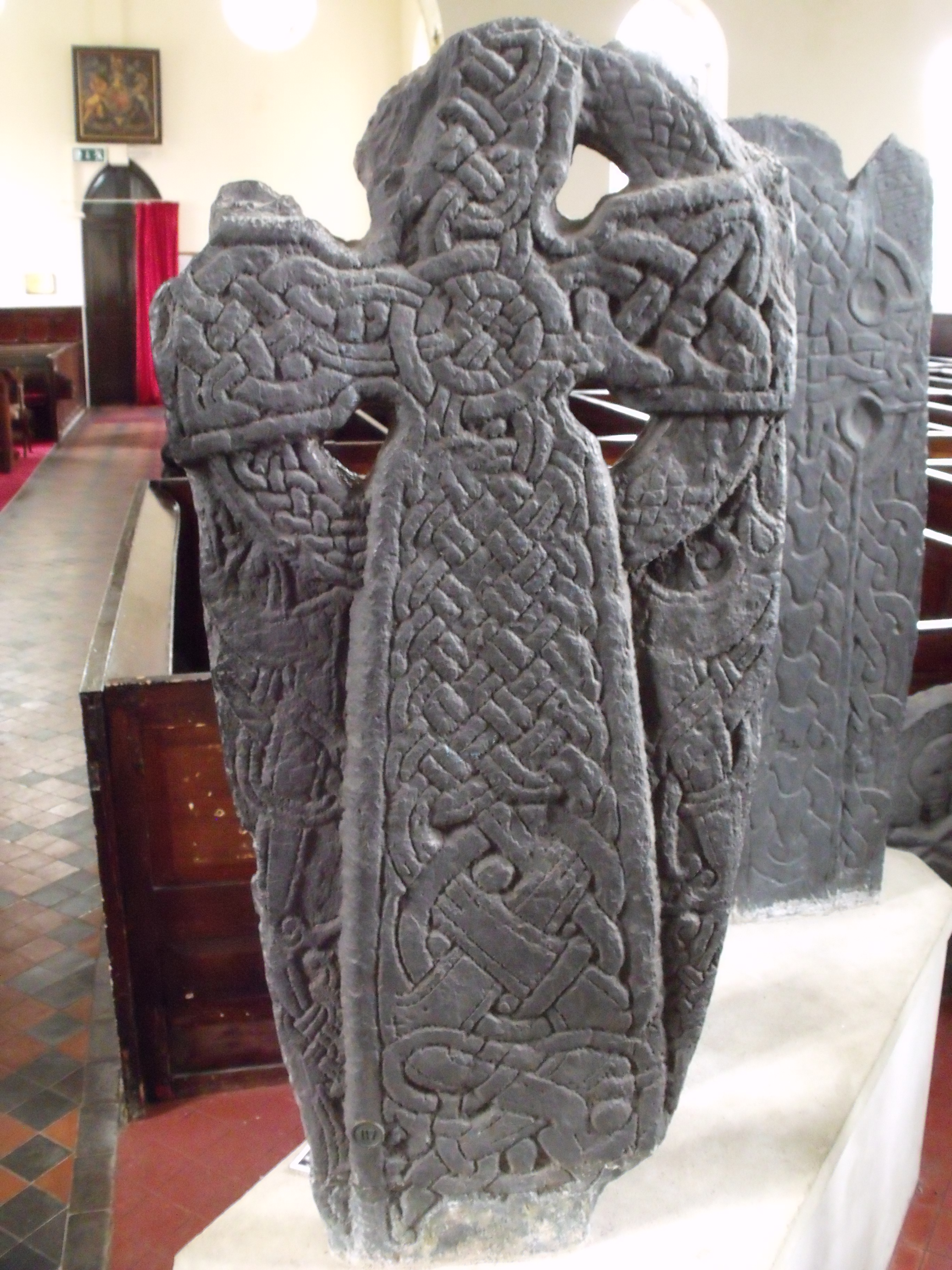
Detalle de la lápida fragmentaria llamada también del dragón en Kirk Michael, es una cruz con doble entrelazado y la figura de un dragón que emerge entre los lazos, única en Mann. La influencia vikinga es incuestionable.

### Br Olsen;208A (Kirk Michael (I), MM 102)

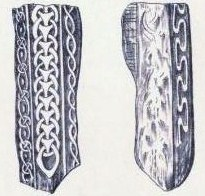
Br Olsen;208A

Este fragmento de cruz está localizada en la iglesia de Kirk Michael. La inscripción es de tipo futhark joven de rama corta, fechada en la Era vikinga.

### Inscripción

#### En caracteres latinos
... [kru](s) : þna : af[tir : ...]

#### EnNórdico antiguo
... kross þenna eptir ...

#### En castellano
"... esta cruz en memoria de ..."

### Br Olsen;208B (Kirk Michael (II), MM 101)

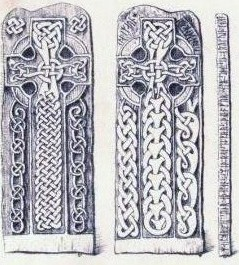
Br Olsen;208B

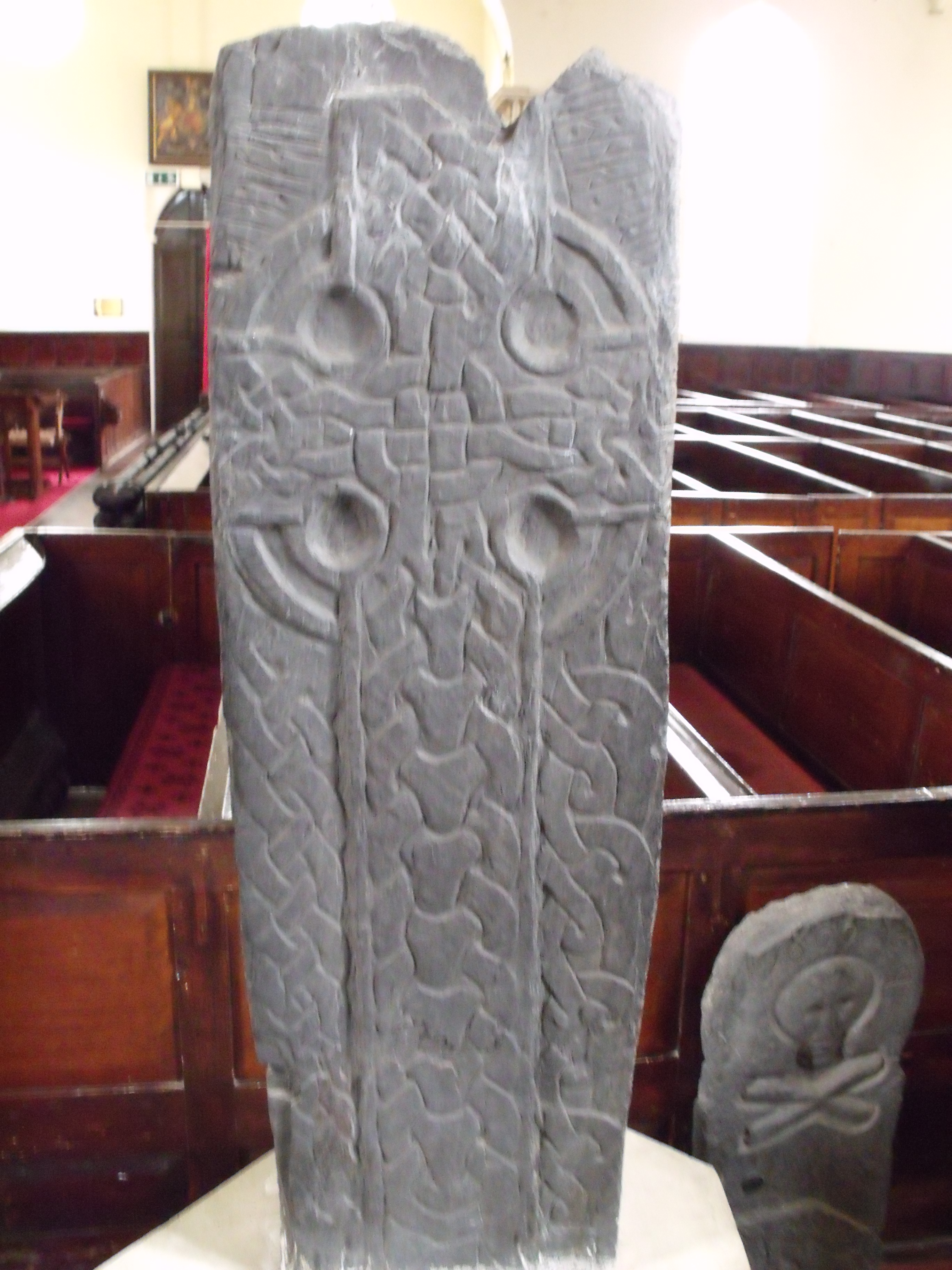
Detalle de la lápida fragmentaria de Gaut en Kirk Michael

Este fragmento de cruz está localizada en la iglesia de Kirk Michael, fechada en la Era vikinga. La inscripción es de tipo futhark joven de rama corta y dedicada a un hombre vivo.

### Inscripción

#### En caracteres latinos
× mail:brikti : sunr : aþakans : smiþ : raisti : krus : þano : fur :¶ salu : sina : sin:bruku in : kaut ×¶ kirþi : þano : auk ¶ ala : i maun ×

#### EnNórdico antiguo
Melbrigði, sonr Aðakáns Smiðs, reisti kross þenna fyr sálu sína synd...(?), en Gautr gerði þenna ok alla í Môn.

#### En castellano
"Melbrigði, el hijo de Aðakán el Herrero, levantó esta cruz por su pecado ... alma, pero Gautr hace esto y todo en Man."

### Br Olsen;215 (Kirk Michael (III), MM 130)

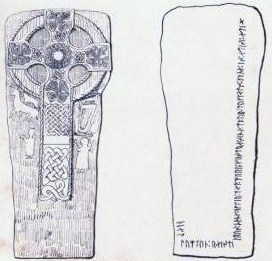
Br Olsen;215

Esta piedra rúnica es una inscripción de tipo futhark joven de rama larga, sobre una cruz irlandesa de estilo arcaico y grabada probablemente por un visitante danés en el siglo XI. Hay inscripciones en alfabeto oghámico a ambos lados. 

### Inscripción

#### En caracteres latinos
mal:lymkun : raisti : krus : þena : efter : mal:mury : fustra : si(n)e : tot(o)r : tufkals : kona : is : aþisl : ati + ¶ ...etra : es : laifa : fustra : kuþan : þan : son : ilan +

#### EnNórdico antiguo
<mallymkun> reisti kross þenna eptir <malmury> fóstra sín, dóttir Dufgals, kona er Aðísl átti. Betra er leifa fóstra góðan en son illan.

#### En castellano
"<Mallymkun> erigió esta cruz en memoria de <Malmury>, su madre?-) adoptiva, hija de Dufgal, la esposa quien perteneció a Aðísl (= se casó con). Es mejor dejar a un buen hijo adoptivo que a un hijo ingrato."

### Br Olsen;217A (Kirk Michael (IV), MM 126)

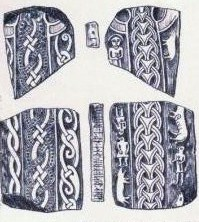
Br Olsen;217A

Esta cruz se encuentra en la iglesia de Michael. La inscripción es de tipo futhark joven de rama corta y fechada en la segunda mitad del siglo XI.

### Inscripción

#### En caracteres latinos
[k](r)i(m) : risti : krus : þna : ift : rum(u)... ...

#### EnNórdico antiguo
Grímr reisti kross þenna ept Hróðmu[nd] ...

#### En castellano
"Grímr erigió está cruz en memoria de Hróðmundr ... su ..."

### Br Olsen;217B (Kirk Michael (V), MM 132)

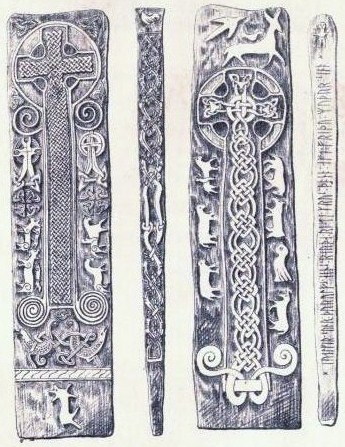
Br Olsen;217A

Esta cruz se encuentra en la iglesia de Michael. La inscripción es de tipo futhark joven de rama corta y se grabó alrededor del año 980 por un maestro cantero llamado Thorbjörn.

### Inscripción

#### En caracteres latinos
+ iualfir : sunr : þurulfs : hins : rauþa : ris(t)i : krus : þono : aft : friþu : muþur : sino +

#### EnNórdico antiguo
<iualfir>, sonr Þórulfs hins Rauða, reisti kross þenna ept Fríðu, móður sína.

#### En castellano
"<iualfir>, el hijo de Þórulfr el Rojo, levantó esta piedra en memoria de Fríða, su madre.

### Br Olsen;218A (Kirk Michael (VI), MM 129)

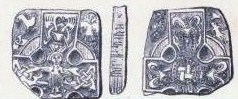
Br Olsen;218A

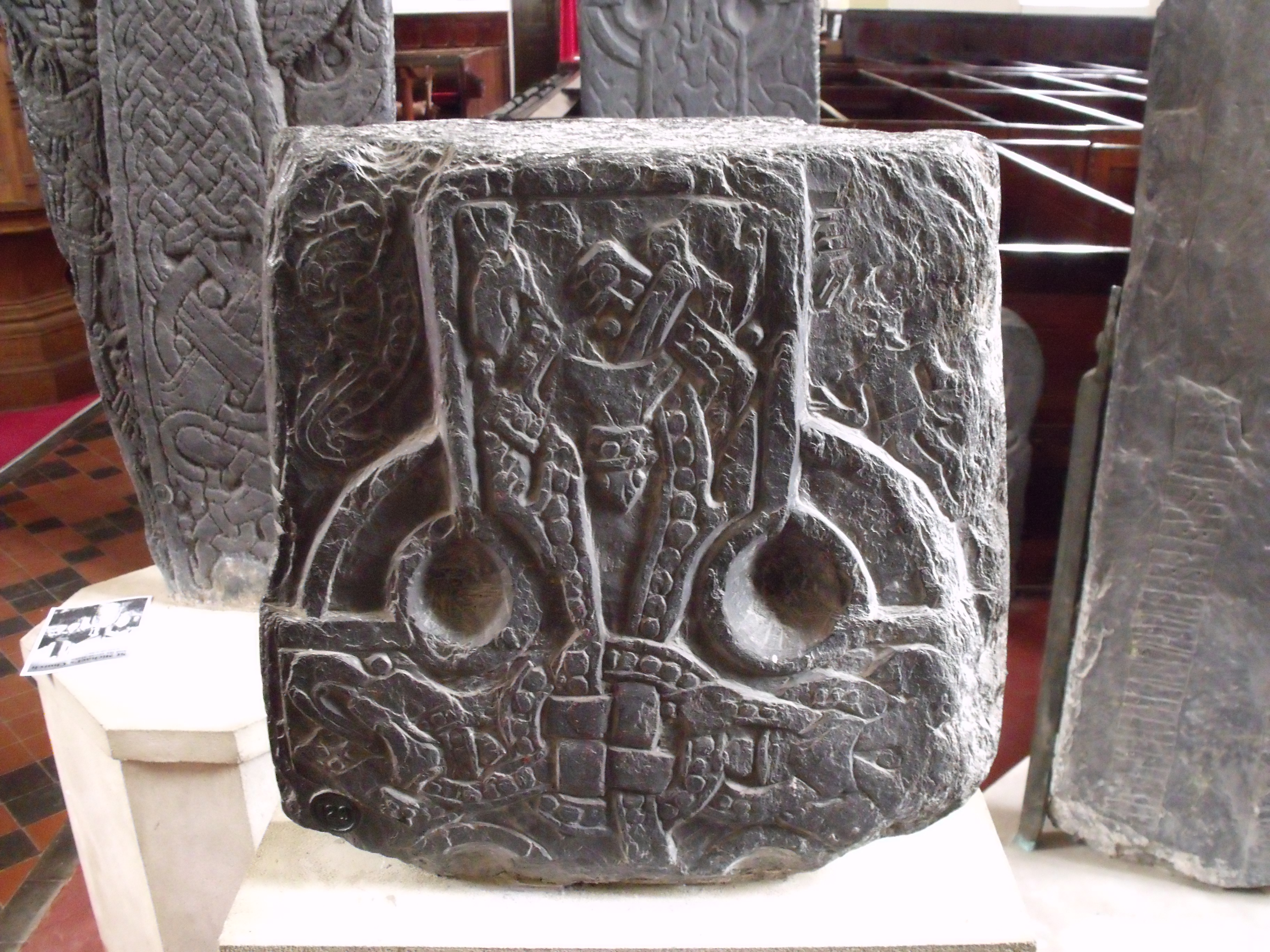
Detalle de la lápida fragmentaria también llamada de la crucifixión en Kirk Michael

Esta cruz se encuentra en la iglesia de Kirk Michael. La inscripción es de tipo futhark joven de rama corta y se grabó en la segunda mitad del siglo X.

### Inscripción

#### En caracteres latinos
... (k)rims : ins : suarta ×

#### EnNórdico antiguo
... Gríms/...gríms hins Svarta.

#### En castellano
"... (of) Grímr/-grímr el Negro."

### Br Olsen;218B (Kirk Michael (VII), MM 110)
Este fragmento de una cruz se encuentra en la iglesia de Kirk Michael. La inscripción es de tipo futhark joven de rama corta y se grabó entre los años 930 y 950 d. C.

### Inscripción

#### En caracteres latinos
... runar ...

#### EnNórdico antiguo
... rúnar ...

#### En castellano
"... runas ..."

### Br Olsen;219 (Kirk Michael (VIII), MM 123)
Este fragmento de una cruz se encuentra en la iglesia de Kirk Michael. La inscripción es de tipo futhark joven de rama corta y se grabó durante la Era vikinga.

### Inscripción

#### En caracteres latinos
... : [ai](f)(t)(i)(r) * (m)(u)... * (u)...

#### EnNórdico antiguo
... eptir <mu-> ...

#### En castellano
"... en memoria de <mu-> ..."